# بلطونية
بُلطُونِيَة هو جنس من النباتات في الفصيلة النجمية مهده أمريكة الشمالية يشذ نوع واحد في شرق آسيا.